# Llum característica

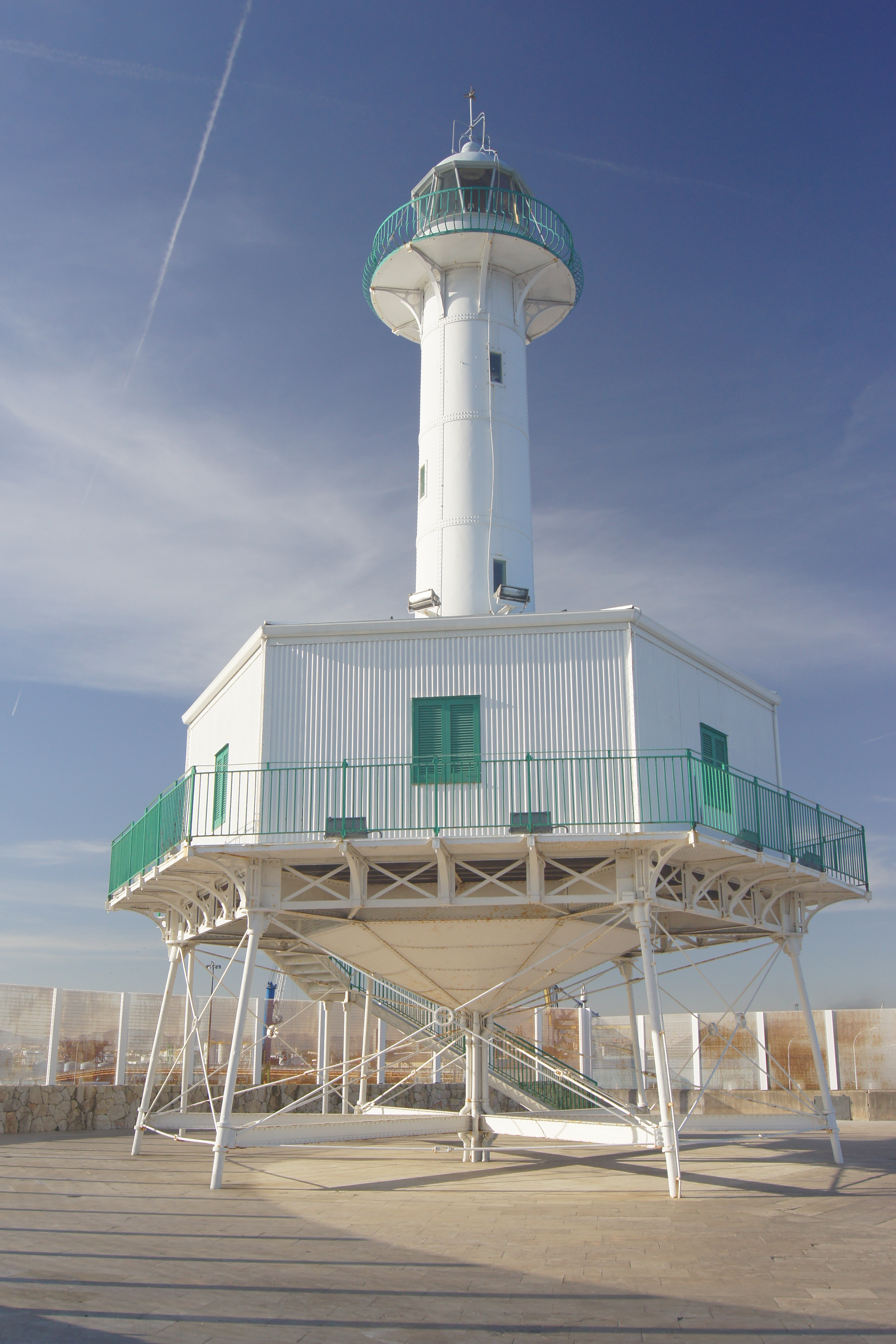
Far de la Banya (Tarragona)

La llum característica, aparença, o simplement, característica, és un codi descriptiu que serveix per identificar en les cartes nàutiques, o per observació a simple vista, un determinat senyal lluminós d'ajuda a la navegació marítima, com poden ser els fars, els vaixells far, les enfilacions, les balises, les boies o les llums de port i serveix per reconèixer-les i diferenciar-les visualment entre elles. La informació que proporciona aquest sistema és molt important en la navegació marítima, ja que permet conèixer el tipus de llum que emet un senyal determinat, el seu color, les característiques del flaix, el seu nombre i el seu cicle o ritme, la qual cosa permet diferenciar-les d'altres pròximes.
En l'abreviatura espanyola de la llum característica pot ser que s'hi inclogui el color de la llum. En aquest cas, s'utilitza la inicial del color en castellà: B per al Blanc, R per al Vermell i V per al Verd.
Un exemple de llum característica pot ser GpD(3)BR 10s 41m 25M. En aquest cas es tracta d'un senyal on GpD(3) indica que es produeixen grups de tres centelleigs; BR determina el color de la llum emesa (en aquest cas llum blanca (B), que és el més habitual, i llum de color vermell (R) que se sol utilitzar per assenyalar sectors amb perill per on no s'ha de navegar. També podria ser BV, blanc i verd, sector lliure blanc, sector d'accés a entrada -canal o port o recer- verd, BRV, blanc, vermell i verd, que agrupa els tipus anteriors: lliure, perill i accés). 10s determina la durada del cicle complet (o fases de les llums) de grups de flaixos; 41m especifica que el pla focal del senyal lluminós es troba a 41 metres d'altura sobre el nivell del mar; 25M aclareix que el senyal té un abast visual (usualment indicant el seu valor nominal) de 25 milles nàutiques, que vindrà determinat per l'altura a la qual es trobi el senyal i la seva intensitat, afectant en el seu detriment factors com ara la curvatura de la terra o les condicions meteorològiques.
Segons el tipus de joc que proporcioni el senyal, no sempre podrem trobar grups de flaixos (GpD), que agrupen diversos flaixos i ocultacions a un ritme determinat entre si, sinó que també existeixen el flaix únic (D, que es repeteix a tot el cicle), ocultacions (Oc) i grup d'ocultacions (GpOc, on els períodes de foscor són més freqüents o duradors que els de llum), o, simplement, una llum fixa (F).

## Taula amb el significat i l'aparença dels senyals lluminosos
| Classificació                                                         | Descripció | Característica | Abrev. espanyola                 | Abrev. internacional           |
| --------------------------------------------------------------------- | --- | --- | -------------------------------- | ------------------------------ |
| 1. Fixa                                                               | Llum que es mostra constant i uniforme | | F                                | F                              |
| 2. Amb ocultacions                                                    | La durada total de la llum en un període és més llarga que la durada total de la foscor. Els intervals de foscor tenen habitualment la mateixa durada           | |                                  |                                |
| 2.1. Amb ocultacions aïllades                                         | Les ocultacions es van succeint de manera regular durant el període                                                                                             | | Oc                               | Oc                             |
| 2.2. Grup d'ocultacions                                               | Un nombre determinat d'ocultacions es van succeint de manera regular dins de cada grup                                                                          | | GpOc(2)                          | Oc(2)                          |
| 2.3. Grup complex d'ocultacions                                       | Similar a 2.2. excepte perquè dos grups successius, dins d'un mateix període, tenen diferent nombre d'ocultacions                                               | | GpOc(3+4)                        | Oc(3+4)                        |
| 3. Isofase                                                            | La durada dels períodes de llum i foscor són iguals dins d'un mateix període                                                                                    | | Iso                              | Iso                            |
| 4. Flaixos                                                            | La durada de la fase de llum dins d'un mateix període és més curta que la durada de la fase de foscor. Les aparicions de llum (flaixos) tenen la mateixa durada | |                                  |                                |
| 4.1. Flaixos aïllats                                                  | Els flaixos es van succeint de manera regular a una freqüència inferior a 50 per minut                                                                          | | D                                | Fl                             |
| 4.2. Flaixos llargs                                                   | Els flaixos aïllats tenen una durada mínima de 2 segons (flaix llarg) i es van succeint de manera regular                                                       | | DL                               | LFl                            |
| 4.3. Grup de flaixos                                                  | Successió regular d'un grup amb un nombre determinat de flaixos                                                                                                 | | GpD(3)                           | Fl(3)                          |
| 4.4. Grup complex de flaixos                                          | Similar a 4.3. excepte perquè dos grups successius, dins d'un mateix període, tenen diferent nombre de flaixos                                                  | | GpD(3+2)                         | Fl(3+2)                        |
| 5. Centellejant                                                       | Els flaixos (centelleigs) es van succeint de manera regular a una freqüència compresa entre 50 i 80 per minut                                                   | |                                  | Q W                            |
| 5.1. Grups de flaixos ràpids                                          | Un conjunt de flaixos ràpids es van repetint regularment | |                                  | Q(9)W                          |
| 5.2. Grups de flaixos ràpids més un flaix llarg                       | Un conjunt de flaixos ràpids seguits d'un flaix llarg en un mateix període                                                                                      | |                                  | Q(6)+ Lfl W                    |
| 5.3. Grups de flaixos ràpids interromputs                             | Un conjunt de flaixos ràpids interromputs per un eclipsi llarg                                                                                                  | |                                  | IQ W                           |
| 6. Centellejant ràpida                                                | Els flaixos (centelleigs) es van succeint a una freqüència compresa entre 80 i 160 per minut                                                                    | |                                  | VQ W                           |
| 6.1. Grups de flaixos molt ràpids                                     | Un conjunt de flaixos molt ràpids es van repetint de forma regular                                                                                              | |                                  | VQ(3)W                         |
| 6.2. Flaixos ràpids interromputs                                      | Una seqüència de flaixos molt ràpids es va interrompent de forma regular                                                                                        | |                                  | IVQ W                          |
| 7. Centellejant ultraràpida                                           | Els flaixos (centelleigs) es van succeint a una freqüència de 160 per minut o més                                                                               | |                                  | UQ W                           |
| 7.1. Flaixos ultraràpids interromputs                                 | Una seqüència de flaixos ultraràpids es va interrompent de forma regular per eclipsis de llarga durada                                                          | |                                  | IUQ W                          |
| 8. Senyals Morse                                                      | Les aparicions de llum tenen dues durades clarament diferenciades i s'agrupen per formar una o diverses lletres del codi Morse (Lletra K: ratlla punt ratlla)   | | Mo(K)                            | Mo(K)                          |
| 8.1. Grup de lletres segons el codi morse                             | Una seqüència de flaixos segons el codi Morse, seguit d'un eclipsi llarg dins del període                                                                       | |                                  | Mo(AR) W                       |
| 8.2. Nombres segons el codi morse                                     | Una seqüència de flaixos segons el codi Morse, seguit d'un eclipsi llarg dins del període                                                                       | |                                  | Mo(4) W                        |
| 9. Fixa i variada per flaixos                                         | | |                                  |                                |
| 9.1. Fixa amb flaix aïllat                                            | Conjunt format per una llum blanca fixa combinada amb flaixos de major intensitat                                                                               | | FD                               | FFl W                          |
| 9.2. Fixa amb grup de flaixos                                         | Conjunt format per una llum blanca fixa combinada amb un grup de flaixos de major intensitat                                                                    | |                                  | FFl (2) W                      |
| 10. Alternativa                                                       | Es mostren llums de diferents colors de manera alternativa | | Alt BVR                          | Al WGR                         |
| 10.1. Flaixos alternant el color de la llum                           | Flaix blanc i flaix vermell dins del període | |                                  | AlFl WR                        |
| 10.2. Grup de flaixos alternant el color dins del grup                | Flaixos agrupats de color alternatiu dins del període | |                                  | AlFl RW                        |
| 10.3. Grup de flaixos alternant el color                              | Flaixos consecutius del mateix color alternant amb un altre color dins del període                                                                              | |                                  | AlFl WWRR                      |
| 11. Ocultacions sobre llum de color alternatiu                        | Es mostren flaixos llargs de color que van alternant amb breus ocultacions                                                                                      | |                                  | Al Oc WR                       |
| 11.1. Grup d'ocultacions sobre diferents flaixos de color alternatiu  | Les ocultacions dins del grup són curtes mentre que les ocultacions entre grups són més llargues                                                                | |                                  | Al Oc WGR                      |
| 12. Flaixos de color sobre una llum blanca fixa                       | Es mostren flaixos de color combinats amb una llum blanca fixa                                                                                                  | |                                  | Al F W Fl R                    |
| 12.1. Grup de flaixos alternatius sobre una llum blanca fixa          | Es mostren flaixos de color alternatiu sobre una llum blanca fixa                                                                                               | |                                  | Al F W Fl RG                   |
| 12.2. Grup de flaixos del mateix color sobre una llum blanca fixa     | Es mostren flaixos del mateix color agrupats sobre una llum blanca fixa                                                                                         | |                                  | Al F W Fl (3)G                 |
| 12.3. Grups formats per colors alternatius sobre una llum blanca fixa | El grup de flaixos té diferents colors sobre una llum blanca fixa                                                                                               | |                                  | Al F W Fl WRR                  |
| Llum de sectors: Delimitació de sectors invariables                   | Cicle o característica invariable amb els sectors | Llum Fixa (F) De Flaixos (D) De Grup de Flaixos (GpD) D'Ocultacions (Oc) De Grup d'Ocultacions (GpOc) Presenten aspectes de color diferents en diversos sectors de l'horitzó | FBVR DVB GpD(2)BR OcBR GpOc(2)VR | FWGR FlGW Fl(2)WR OcWR Oc(2)GR |
| Llum de sectors: Delimitació de sectors variables                     | Cicle o característica variable amb els sectors | Llum que mostra diferent aparença i/o color en diversos sectors de l'horitzó                                                                                                 | FBR+GpOc(2)BR FB+DB+GpD(2)B      | FWR&Oc(2)WR FW& FlW& Fl(2)W    |
| Senyals unidireccionals                                               | Llum direccional | | DirOcB                           | DirOcW                         |
|                                                                       | Aerofar (llum aeronàutica) | | Aero-DBV                         | Aero-FlWG                      |
|                                                                       | Llums verticals sobre suport | | FBV-(vert)                       | FWG-(vert)                     |
|                                                                       | Llums horitzontals | | 4FV-(hor)                        | 4FG-(hor)                      |

En cursiva el color dels llums, que pot canviar d'un senyal a l'altre.